# Bråviken
Bråviken es una bahía ubicada en el mar Báltico que se encuentra localizada cerca de Norrköping en Östergötland, Suecia.
Las áreas meridionales de la bahía (Södra Bråviken, un área de 3610 ha) están protegidas desde el 19 de noviembre de 2001 como sitio Ramsar (nº ref. 1128).